# Lee Ha-joon
Lee Ha-joon ist ein südkoreanischer Szenenbildner. Er erhielt bei der Oscarverleihung 2020 für seine Arbeit an Parasite zusammen mit Won-woo Cho eine Nominierung für das Beste Szenenbild.

## Leben
Lee Ha-joon studierte an der Korea National University of Arts Bühnenbildner. 2003 hatte er seine erste Arbeit als Szenenbildner beim Film Kureyon Shinchan: Arashi wo Yobu Eikou no Yakiniku Road. Es folgten Arbeiten für diverse Filme, unter anderem Das Hausmädchen (2010) und Sea Fog – Freiheit hat ihren Preis (2014). Letzteres war seine erste Zusammenarbeit mit Regisseur Bong Joon-ho, der als sehr anspruchsvoller Filmemacher gilt. Die Zusammenarbeit setzte sich mit Okja (2017) fort.
Für seinen Oscar-prämierten Film Parasite griff Bong Joon-ho erneut auf Lee Ha-joon zurück. Lee Ha-joon entwarf das Haus der reichen Familie Parks mitsamt Garten, das im Film eine besondere Rolle spielt, sehr nah an Bongs Skript in Jeonju. Dazu wurden vier Sets errichtet. Außerdem entwarf er mit dem Haus der Kims das Gegenstück. Dabei ließ er sich von verschiedenen Architekten beeinflussen und verzichtete komplett auf Marken und Logos.

## Filmografie
- 2003: Kureyon Shinchan: Arashi wo Yobu Eikou no Yakiniku Road
- 2010: Yukhyeolpo kangdodan
- 2010: Das Hausmädchen (Hanyo)
- 2011: Poo-reun so-geum
- 2012: The Thieves (Dodukdeul)
- 2013: Gwansang
- 2014: Sea Fog – Freiheit hat ihren Preis (Haemoo)
- 2015: Byuti insaideu
- 2017: Okja
- 2017: Shimajiro and the Rainbow Oasis
- 2018: The Attack – Enter the Bunker (Take Point)
- 2019: Parasite (Gisaengchung)
- 2019: 2036 Apocalypse Earth